# Керимова, Гарина Рагим кызы
Гарина Рагим кызы Керимова (род. 16 июня 1964, Баку) — Народный артист Азербайджанской Республики (1998), лауреат Президентской премии.

## Жизнь и деятельность
Гарина Керимова родилась в 1964 году в Баку.
Керимова окончила вокальный факультет Азербайджанской государственной консерватории имени У.Гаджибекова. С 1986 года является солистом Азербайджанского государственного академического театра оперы и балета. Гарина Керимова, победительница и лауреат многих международных вокальных конкурсов, исполняет ведущие партии во многих национальных оперных спектаклях Театра оперы и балета. В 2003 году по приглашению руководства Российского государственного академического Большого театра Керимова успешно исполнила на сцене этого театра партию «Тоски» в опере Пуччини «Тоска». Гарина Керимова помимо своей обширной творческой деятельности работает преподавателем вокального факультета Азербайджанского государственного университета культуры и искусств. В последние годы Гарина Керимова входит в состав делегации азербайджанских артистов во многих зарубежных странах — Турция, Кипр, Франция, Германия, Россия, Украина, Австрия и др. гастролирует и достойно представляет национальное вокальное искусство.
Талантливая вокалистка награждена премией Союза театральных деятелей Азербайджана «Золотой дервиш» за достойное представление национального вокального искусства на мировых сценах. Она выступает на большинстве официальных государственных мероприятий и банкетов.

## Награды
- Народный артист Азербайджанской Республики — 1998
- Золотой дервиш — 2004[2]
- Вручение наград Президента Азербайджанской Республики — 30 апреля 2014 г.[3]
- Вручение наград Президента Азербайджанской Республики — 6 мая 2015 г.[4]
- Вручение наград Президента Азербайджанской Республики — 6 мая 2016 г.[5]
- Вручение наград Президента Азербайджанской Республики — 1 мая 2017 г.[6]
- Вручение наград Президента Азербайджанской Республики — 9 мая 2018 г.[7]
- Вручение наград Президента Азербайджанской Республики — 10 мая 2019 г.[8]
- Вручение наград Президента Азербайджанской Республики — 7 мая 2020 г.[9]
- Вручение наград Президента Азербайджанской Республики — 7 мая 2021 г.[10]

## Фильмография
- Проверка (фильм, 2006 г.)